# Альфредо Біні
Альфре́до Бі́ні (італ. Alfredo Bini; 12 грудня 1926, Ліворно, Королівство Італія — 16 жовтня 2010, Тарквінія, Італія) — кінопродюсер, сценарист.

## Життєпис
Альфредо Біні народився 12 грудня 1926 року у Ліворно, Італія.
З 1963 року по 1977 рік одружений з італійською акторкою Розанною Скьяффіно, з якою мав доньку — Аннабеллу.
Помер 16 жовтня 2010 в лікарні Тарквінії.

## Вибрана фільмографія
- Аккатоне — режисер П'єр Паоло Пазоліні (1961)
- Бездоріжжя — режисер Мауро Болоньїні (1961)
- Мама Рома — режисер П'єр Паоло Пазоліні (1962)
- Євангеліє від Матвія — режисер П'єр Паоло Пазоліні (1964)
- Птахи великі і малі — режисер П'єр Паоло Пазоліні (1966)
- Цар Едіп — режисер П'єр Паоло Пазоліні (1967)
- Бора-Бора — режисер Уго Лібераторе (1968)